# 圓蔵寺 (さいたま市)
圓蔵寺（えんぞうじ）は、埼玉県さいたま市浦和区東岸町にある日蓮宗の寺院。山号は長久山。旧本山は大本山池上本門寺、池上・芳師法縁。
日蓮上人断簡第三紙はさいたま市指定文化財（鎌倉時代、昭和46年（1971年）2月12日指定）。

## 歴史
寛正3年（1462年）、唯教院日圓（勝浦長福寺7世）の開山によって千葉県夷隅郡総野村（現在の勝浦市）に創建された。明治19年（1886年）、正法院日寛の代に現在地へ移転したという。昭和46年（1971年）に所蔵の日蓮上人断簡が浦和市（当時）指定文化財となった。

## 境内
- 本堂

## 文化財
- 日蓮上人断簡第三紙　縦およそ32センチメートル、横47.5およそセンチメートルの日蓮真筆の書簡の断簡（第三紙に相当するとみられる）で、『昭和定本日蓮聖人遺文』（立正大学宗学研究所）によれば、建治年間（1275年 0 1278年）に身延山久遠寺において著されたものという[2]。法華経二十九品のうちの宝塔品を解説した一部とみられ、本紙裏に貼付の紙には加藤祐清（中級武士とされる）の供養のために寄進したことと、日蓮の真筆であることを僧侶達が鑑定したことが記される[2]。

## 歴代
- 唯教院日圓
- 正法院日寛

## 関連資料
- 『浦和市文化財調査報告書 第16集』浦和市教育委員会（1971年）
- 『浦和の文化財』浦和市教育委員会（1986年）
- 『さいたま市史料叢書』

### さいたま市公式サイト
- 公式ウェブサイト（日本語）

### 公式サイト
- 公式ウェブサイト（日本語）